# Martin Hoernes

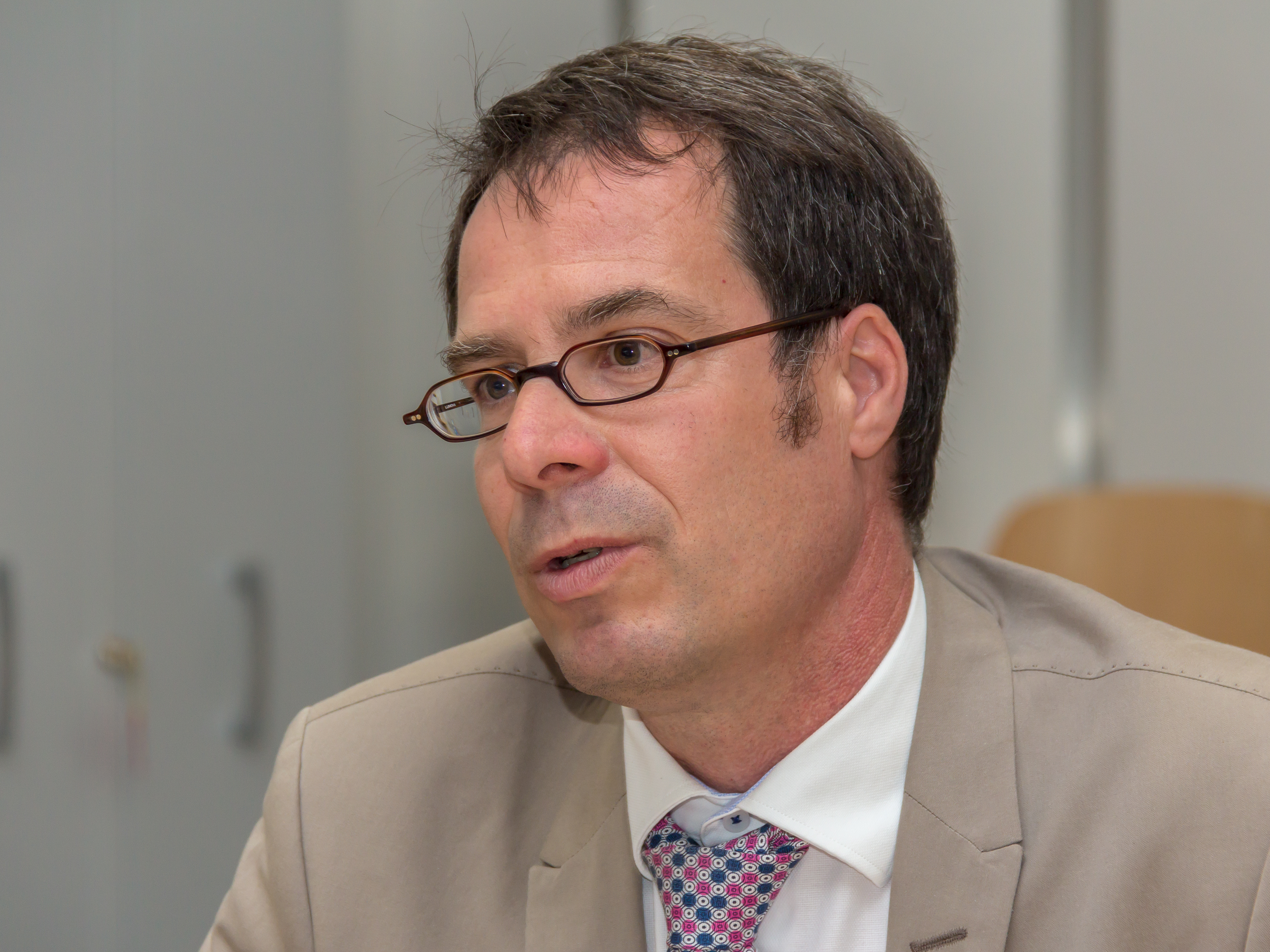
Martin Hoernes

Martin Hoernes (* 19. November 1965 in Nürnberg) ist ein deutscher Kunsthistoriker und Generalsekretär der Ernst von Siemens Kunststiftung.

## Leben
Von 1987 bis 1998 absolvierte Martin Hoernes ein Studium der Kunstgeschichte, Geschichte, Klassischen Archäologie und Volkskunde in Regensburg und Rom. In dieser Zeit war er wissenschaftlicher Mitarbeiter am Historischen Museum in Regensburg. 1998 wurde er an der Universität Regensburg mit der Arbeit „Die Hauskapellen des Regensburger Patriziats“ promoviert und mit dem Professor-Josef-Engert-Preis der Stadt Regensburg geehrt. Von 1998 bis 2000 war Hoernes Postdoktorand am von der DFG geförderten Graduiertenkolleg „Kunstwissenschaft – Bauforschung – Denkmalpflege“ der Universität Bamberg und der TU Berlin und führte dort die Tagung „Hoch- und spätmittelalterlicher Stuck“ durch. 2001 schloss sich ein einjähriges Volontariat am Württembergischen Landesmuseum Stuttgart und dann die Tätigkeit als Mitkurator der Großen Landesausstellung (2002) „Alte Klöster – neue Herren. Die Säkularisation im deutschen Südwesten, 1803“ an. Von 2004 bis 2007 erarbeitete Martin Hoernes als Projektleiter die Dauerausstellung Portal zur Geschichte in Bad Gandersheim.
2007 bis 2014 hatte Hoernes die Position des stellvertretenden Generalsekretärs der Kulturstiftung der Länder inne. Seit Oktober 2014 ist er Generalsekretär der Ernst von Siemens Kunststiftung.

## Veröffentlichungen
- Die Hauskapellen des Regensburger Patriziats. Studien zu Bestand, Überlieferung und Funktion (Regensburger Studien zur Kulturgeschichte, Bd. 8), Regensburg 2000.
- als Herausgeber: Hoch- und spätmittelalterlicher Stuck. Material – Technik – Stil – Restaurierung (Kolloquium des Graduiertenkollegs „Kunstwissenschaft – Bauforschung – Denkmalpflege“ der Otto-Friedrich-Universität Bamberg und der Technischen Universität Berlin. Bamberg 16.–18. März 2000), Regensburg 2002.
- als Herausgeber, mit Hedwig Röckelein: Gandersheim und Essen. Vergleichende Untersuchungen zu sächsischen Frauenstiften (Essener Forschungen zum Frauenstift, Bd. 4), Essen 2006.
- Bewahren als Aufgabe von nationaler Reichweite. Die Kulturstiftung der Länder. In: Bewahrt die Kunst! B&S Siebenhaar Verlag, Berlin 2012, S. 181–191.
- „Kunst auf Lager“. Ein neues Bündnis zur Erschließung und Sicherung von Kunst in Museumsdepots. In: Kultur Report 4, 2014, S. 16–18.
- „Kunst auf Lager“. Die Ernst von Siemens Kunststiftung ist Partner einer deutschlandweiten Restaurierungsinitiative, Jahresbericht der Ernst von Siemens Kunststiftung 2014/15, S. 76–81.